# Geometrisches Programm
Ein geometrisches Programm ist ein spezielles Problem der mathematischen Optimierung, bei dem als Ziel- und Restriktionsfunktionen eine Verallgemeinerung von Polynomen zum Einsatz kommt. Insbesondere haben Geometrische Programme zwei Formen, von denen aber nur eine zur konvexen Optimierung zählt.

## Definition
Ein Optimierungsproblem der Form
{\displaystyle {\begin{aligned}{\text{Minimiere }}&f(x)&\\{\text{unter den Nebenbedingungen }}&g_{i}(x)\leq 1&i=1,\dots ,p\\&h_{j}(x)=1&j=1,\dots q\end{aligned}}}
heißt geometrisches Programm (in Posynomialform), wenn die {\displaystyle f,g_{i}} Posynomialfunktionen sind und die {\displaystyle h_{j}} Monomialfunktionen sind. Die Einschränkung {\displaystyle x\in \mathbb {R} _{++}^{n}:=\{x\in \mathbb {R} ^{n}\,|\,x_{i}>0{\text{ für }}i=1,\dots ,n\}} ist hierbei stets implizit vorausgesetzt.

## Beispiel
Das Optimierungsproblem
{\displaystyle {\begin{aligned}{\text{Minimiere }}&x_{1}^{1/2}x_{2}^{2}+x_{2}^{-4/3}x_{3}^{8}&\\{\text{unter den Nebenbedingungen }}&x_{1}^{-1}x_{2}^{5}x_{3}^{5/7}+x_{3}\leq 1&\\&x_{1}x_{2}x_{3}=1&\end{aligned}}}
ist ein Geometrisches Programm.

## Konvexe Form
Ein Geometrisches Programm lässt sich durch elementare Substitutionen in ein konvexes Optimierungsproblem transformieren.
Dazu setzt man zuerst {\displaystyle x_{i}=e^{y_{i}}} bzw. {\displaystyle y_{i}=\log x_{i}}. Damit wird jede Monomialfunktion
{\displaystyle f(x_{1},\dots ,x_{n})=cx_{1}^{a_{1}}\cdot \dots \cdot x_{n}^{a_{n}}}
transformiert zu
{\displaystyle {\tilde {f}}(x)=e^{a^{T}x+b}},
wobei {\displaystyle b=\log c} und {\displaystyle a=(a_{1},\dots ,a_{n})\in \mathbb {R} ^{n}} ist. Posynomialfunktionen lassen sich analog als Summe von Exponentialfunktionen von affinen Funktionen ausdrücken. Durch Anwenden dieser Transformation und anschließendes  Logarithmieren erhält man dann das Optimierungsproblem
{\displaystyle {\begin{aligned}{\text{Minimiere }}&{\tilde {f}}(y)=\log \left(\sum _{k=1}^{N}e^{a_{k}^{T}y+b_{k}}\right)&\\{\text{unter den Nebenbedingungen }}&{\tilde {g}}_{i}(y)=\log \left(\sum _{k=1}^{N_{i}}e^{a_{i,k}^{T}y+b_{i,k}}\right)\leq 0&i=1,\dots ,p\\&{\tilde {h}}_{j}(y)=g_{j}^{T}y+b_{j}=0&j=1,\dots q{\text{,}}\end{aligned}}}
welches Geometrisches Programm in konvexer Form genannt wird. Es ist ein konvexes Optimierungsproblem. Wenn alle Funktionen Monomialfunktionen sind, vereinfacht sich dieses Problem zu einem linearen Optimierungsproblem.

## Beispiel für die konvexe Form
Transformiert man das oben angeführte Geometrische Programm in Posynomialform in die Geometrische Form, so lautet es
{\displaystyle {\begin{aligned}{\text{Minimiere }}&\log \left(\exp {[(1/2,2,0)\cdot y]}+\exp {[(0,-4/3,8)\cdot y]}\right)&\\{\text{unter den Nebenbedingungen }}&\log \left(\exp {[(-1,5,5/7)\cdot y]}+\exp {[(0,0,1)\cdot y]}\right)\leq 0&\\&(1,1,1)\cdot y=0&\end{aligned}}}.